# La Baronia de Sant Oïsme
La Baronia de Sant Oïsme és un nucli de població del municipi noguerenc de Camarasa. També forma part de la EMD de Fontllonga i Ametlla.

## Situació i descripció
Fins al 1970 havia pertangut a Fontllonga. Sant Oïsme és situat dalt un turó a l'esquerra de la Noguera Pallaresa, a la sortida del congost de Terradets, enfront de la vall d'Àger. L'església parroquial, dedicada a Sant Bartomeu, és romànica dels segles xi i xii; prop seu s'alcen les restes de l'antic castell de Sant Oïsme (uns murs i una torre rodona), centre de la baronia de Sant Oïsme, que al segle xviii pertanyia als Gassol, dels quals passà als Sobies i als Boatella, cognomenats Sobies.
Fou municipi independent fins a mitjans del segle xix quan s'integrà a Fontllonga. i posteriorment, Fontllonga i els seus agregats van ser annexionats al municipi de Camarasa.